# Chiesa della Divina Sapienza
La chiesa della Divina Sapienza è una chiesa di Roma, nel quartiere Tiburtino, in piazzale Aldo Moro, all'interno della Città universitaria di Roma.
Essa fu voluta da Pio XII come cappella dell'università romana, e fu progettata dall'architetto Marcello Piacentini nel 1947. Affidata inizialmente al clero della diocesi di Roma, dal 1958 è gestita dai Gesuiti.
La cappella ospitò due papi: il 14 marzo 1964 Paolo VI, e il 19 aprile 1991 Giovanni Paolo II.

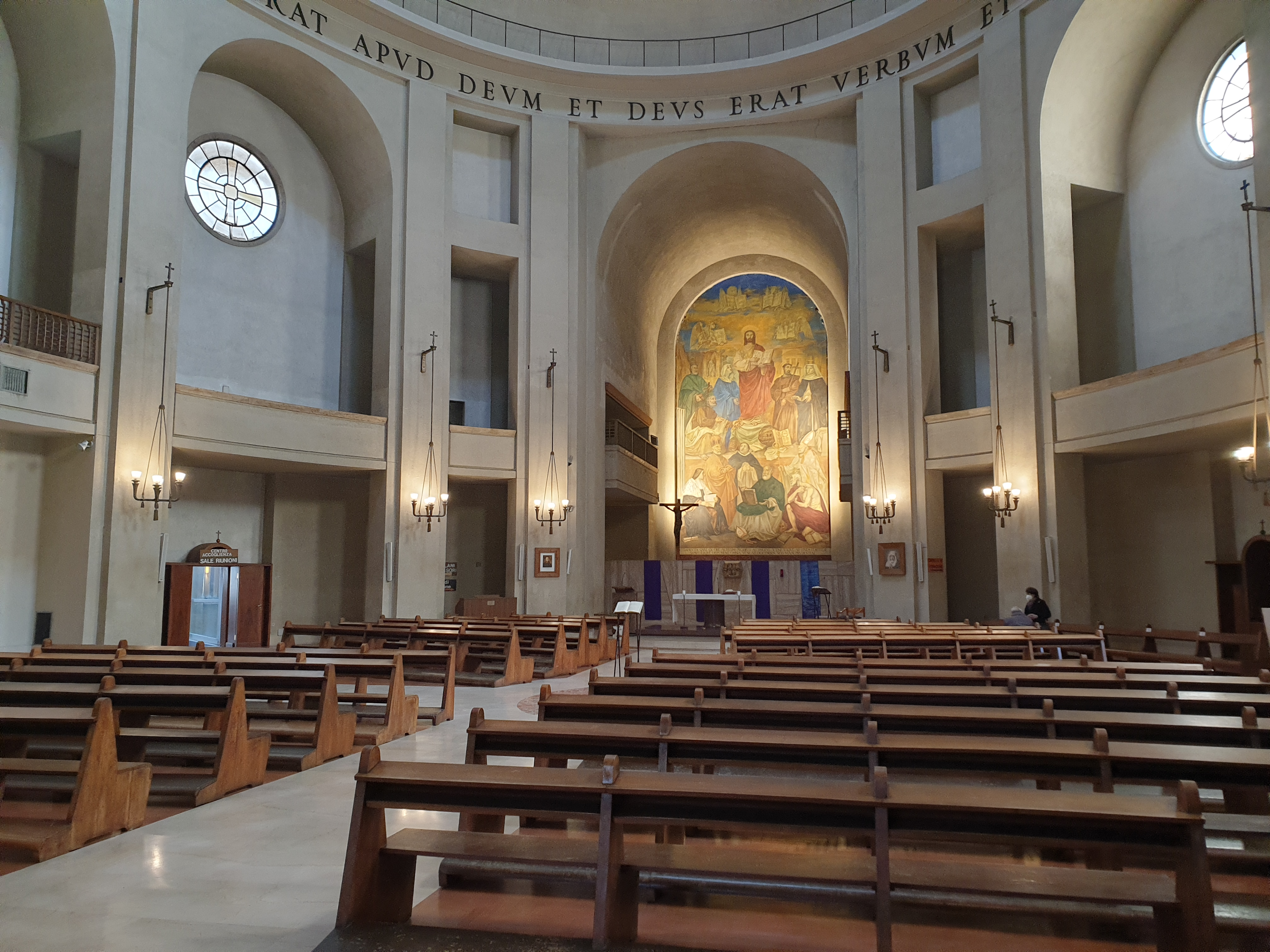
L'aula

La chiesa, a pianta ellittica, si fonda sul tipo centrale della chiesa romana barocca che invece trae le sue ispirazioni da esempi a pianta centrale di origine paleocristiana come la Basilica del Santo Sepolcro a Gerusalemme e Santa Costanza a Roma. Esternamente la chiesa si presenta in mattoni, con cornicione e portale in travertino. Sul cornicione la scritta (tratta da Siracide 1,1) : Sapientia a Deo est et cum illo fuit semper et est ante aevum. Sopra il portale è posta la statua di Santa Maria della Sapienza, opera di Arturo Dazzi, mentre nella lunetta dell'ingresso laterale è posta la figura marmorea di Cristo maestro, opera di Romano Romanelli.
L'interno presenta numerose opere d'arte tra cui:
- un grande affresco di Giovanni Brancaccio raffigurante Cristo che dona la legge tra la Madonna e Santi;
- un crocifisso bronzeo di Venanzo Crocetti;
- una pietà di Giovanni Prini nella cripta.